# Liste der Steinkreuze im Landkreis Neumarkt in der Oberpfalz
Diese sortierbare Liste enthält Steinkreuze (Sühnekreuze, Kreuzsteine und Unfallkreuze) des Landkreises Neumarkt in der Oberpfalz in Bayern.
| Bild           | Objekt                               | Kurzbeschreibung | Material  | Abmessungen Höhe:Breite:Dicke | Entstehung                | BLfD-Referenz  | Gemeinde/Stadt              | Koordinaten                      | Bemerkung                                                                                             |
| -------------- | ------------------------------------ | --- | --------- | ----------------------------- | ------------------------- | -------------- | --------------------------- | -------------------------------- | --- |
|                | Steinkreuz Ernersdorf                | Steinkreuz. siehe auch: Sühnekreuze.de | ?         | ?                             | nachmittelalterlich       | -              | Berching / Ernersdorf       | Koordinaten fehlen! Hilf mit.    | Existenz des Kreuzes ungeklärt, möglicherweise auch abgängig. Vom BLfD als D-3-73-112-124 gestrichen. |
| weitere Bilder | Steinkreuz im Friedhof Fribertshofen | Steinkreuz, Tatzenkreuz. Alter Standort war an der Straße von Fribertshofen nach Berching, laut Zeuge R. Meier, Fribertshofen.                 | Kalkstein | 123:92:30                     | nachmittelalterlich       | D-3-73-112-126 | Berching / Fribertshofen    | 49° 4′ 58,1″ N, 11° 25′ 17,5″ O  | |
|                | Steinkreuz Hermannsberg              | Steinkreuz. siehe auch: Sühnekreuze.de | ?         | ?                             | 16. Jahrhundert           | -              | Berching / Hermannsberg     | Koordinaten fehlen! Hilf mit.    | Existenz des Kreuzes ungeklärt, möglicherweise auch abgängig. Vom BLfD als D-3-73-112-135 gestrichen. |
| weitere Bilder | Plankstetten                         | Steinkreuz, mit Querbalken Armstützen, die nach unten im spitzen Winkel auslaufen. siehe auch: Sühnekreuze.de                                  | Kalkstein | 85:52:20                      | 15./16. Jahrhundert       | D-3-73-112-160 | Berching / Plankstetten     | 49° 4′ 12,8″ N, 11° 27′ 0,6″ O   | |
|                | Steinkreuz Rübling                   | Steinkreuz. siehe auch: Sühnekreuze.de | ?         | ?                             | spätmittelalterlich       | -              | Berching / Rübling          | Koordinaten fehlen! Hilf mit.    | Existenz des Kreuzes ungeklärt, möglicherweise auch abgängig. Vom BLfD als D-3-73-112-178 gestrichen. |
|                | Steinkreuz Stierbaum                 | Steinkreuz. siehe auch: Sühnekreuze.de | ?         | ?                             | spätmittelalterlich       |                | Berching / Stierbaum        | Koordinaten fehlen! Hilf mit.    | Existenz des Kreuzes ungeklärt, möglicherweise auch abgängig. Vom BLfD als D-3-73-112-192 gestrichen. |
| weitere Bilder | Wirbertshofen                        | Steinkreuz, ohne Zeichen. siehe auch: Sühnekreuze.de                                                                                           | Kalkstein | 164:76:38                     | mittelalterlich           | D-3-73-112-211 | Berching / Wirbertshofen    | 49° 5′ 35,1″ N, 11° 25′ 1,5″ O   | |
| weitere Bilder | Soldatengrab                         | Steinkreuz, schmuck- und inschriftlos. siehe auch: Sühnekreuze.de                                                                              | Kalkstein | 122:105:36                    | spätmittelalterlich       | D-3-73-113-45  | Berg / Reicheltshofen       | 49° 23′ 40,9″ N, 11° 28′ 5,8″ O  | |
| weitere Bilder | Schwedenkreuz                        | Steinkreuz, ein Querarm abgeschlagen, im Kreuzungsfeld die Darstellung eines Scheibenkreuzes im Flachrelief. siehe auch: Sühnekreuze.de        | Kalkstein | 100:75:27                     | 17. Jahrhundert           | D-3-73-113-53  | Berg / Sindlbach            | 49° 21′ 48,1″ N, 11° 27′ 35,2″ O | |
| weitere Bilder | Sindlbach                            | Steinkreuz. siehe auch: Sühnekreuze.de | Sandstein | 124:100:34                    | spätmittelalterlich       | D-3-73-113-52  | Berg / Sindlbach            | 49° 21′ 46,2″ N, 11° 27′ 29,3″ O | |
| weitere Bilder | Reifenstein                          | Steinkreuz, Kopf und beide Arme abgeschlagen. siehe auch: Sühnekreuze.de                                                                       | Sandstein | 100:55:30                     | mittelalterlich           | D-3-73-114-9   | Berngau / -                 | 49° 15′ 8,9″ N, 11° 24′ 22,7″ O  | |
|                | Franzosenkreuz Deining               | Steinkreuz. siehe auch: Sühnekreuze.de | Kalkstein | 92:70:25                      | 16. Jahrhundert           | D-3-73-119-11  | Deining / -                 | 49° 13′ 52″ N, 11° 32′ 6,3″ O    | |
|                | Steinkreuz Lengenbach                | Steinkreuz. siehe auch: Sühnekreuze.de | ?         | ?                             | 16. Jahrhundert           | D-3-73-119-27  | Deining / Lengenbach        | 49° 15′ 23,6″ N, 11° 32′ 35,6″ O | |
|                | Mallerstetten 1                      | Steinkreuz. siehe auch: Sühnekreuze.de | ?         | ?                             | nachmittelalterlich       |                | Dietfurt / Mallerstetten    | Koordinaten fehlen! Hilf mit.    | Existenz des Kreuzes ungeklärt, möglicherweise auch abgängig. Vom BLfD als D-3-73-121-59 gestrichen.  |
|                | Mallerstetten 2                      | Steinkreuz. siehe auch: Sühnekreuze.de | ?         | ?                             | nachmittelalterlich       |                | Dietfurt / Mallerstetten    | Koordinaten fehlen! Hilf mit.    | Existenz des Kreuzes ungeklärt, möglicherweise auch abgängig. Vom BLfD als D-3-73-121-58 gestrichen.  |
|                | Burggriesbach                        | Steinkreuz. siehe auch: Sühnekreuze.de | ?         | ?                             | 16. Jahrhundert           | -              | Freystadt / Burggriesbach   | 49° 7′ 44″ N, 11° 21′ 49,5″ O    | Existenz des Kreuzes ungeklärt, möglicherweise auch abgängig. Vom BLfD als D-3-73-126-52 gestrichen.  |
| weitere Bilder | Reckenstetten                        | Steinkreuz, schmucklos, mit Armstützen. Im unteren Schaftteil mehrfach ausgebessert. siehe auch: Sühnekreuze.de                                | Sandstein | 200:116:35                    | 15./16. Jahrhundert       | D-3-73-126-100 | Freystadt / Reckenstetten   | 49° 14′ 14″ N, 11° 17′ 46,4″ O   | |
| weitere Bilder | Steinkreuz in Richthof               | Steinkreuz. siehe auch: Sühnekreuze.de | Sandstein | 95:97:29                      | spätmittelalterlich       | D-3-73-126-101 | Freystadt / Richthof        | 49° 13′ 22,5″ N, 11° 20′ 10,9″ O | |
| weitere Bilder | Sulzkirchen                          | Steinkreuz, stark verstümmeltes, ein Arm fehlt alt und viele Auswaschungen. siehe auch: Sühnekreuze.de                                         | Sandstein | 73:75:30                      | spätmittelalterlich       | D-3-73-126-119 | Freystadt / Sulzkirchen     | 49° 10′ 20,6″ N, 11° 21′ 3,2″ O  | |
|                | Lauterhofen 1                        | Steinkreuz. | ?         | ?                             | spätmittelalterlich       | -              | Lauterhofen / -             | Koordinaten fehlen! Hilf mit.    | Existenz des Kreuzes ungeklärt, möglicherweise auch abgängig. Vom BLfD als D-3-73-140-15 gestrichen.  |
|                | Brunn                                | Steinkreuz. siehe auch: Sühnekreuze.de | ?         | ?                             | spätmittelalterlich       | -              | Lauterhofen / Brunn         | Koordinaten fehlen! Hilf mit.    | Existenz des Kreuzes ungeklärt, möglicherweise auch abgängig. Vom BLfD als D-3-73-140-21 gestrichen.  |
| weitere Bilder | Deinschwang 1                        | Steinkreuz, griechische Form, rechter Arm verstümmelt, eingesunken. siehe auch: Sühnekreuze.de                                                 | Kalkstein | 50:50:15                      | spätmittelalterlich       | D-3-73-140-34  | Lauterhofen / Deinschwang   | 49° 23′ 20″ N, 11° 29′ 34,9″ O   | |
| weitere Bilder | Deinschwang 2                        | Steinkreuz, ein Arm abgeschlagen, keine Einzeichnungen. siehe auch: Sühnekreuze.de                                                             | Kalkstein | 143:80:36                     | spätmittelalterlich       | D-3-73-140-33  | Lauterhofen / Deinschwang   | 49° 23′ 33,8″ N, 11° 29′ 30,6″ O | |
| weitere Bilder | Märzenkreuz                          | Steinkreuz, stark verwittert und weist noch fragmentarisch die Form eines Eisernen Kreuzes auf. siehe auch: Sühnekreuze.de                     | Kalkstein | 120:80:30                     | spätmittelalterlich       | D-3-73-140-38  | Lauterhofen / Grafenbuch    | 49° 24′ 47,6″ N, 11° 31′ 10,6″ O | |
| weitere Bilder | Franzosengrab                        | Steinkreuz, schräg im Boden stehend, stark verwittert, ein Kreuzarm abgeschlagen. siehe auch: Sühnekreuze.de                                   | Kalkstein | 160:50:30                     | 16./17. Jahrhundert       | D-3-73-140-42  | Lauterhofen / Inzenhof      | 49° 23′ 17,8″ N, 11° 35′ 49,5″ O | |
|                | Steinkreuz Mittersberg               | Steinkreuz, griechische Form mit beschädigtem Arm und Armstützen.                                                                              | Sandstein | 83:70:28                      | spätmittelalterlich       | D-3-73-140-72  | Lauterhofen / Mittersberg   | 49° 21′ 33,4″ N, 11° 34′ 1,3″ O  | |
|                | Steinkreuz Thürsnacht                | Steinkreuz. siehe auch: Sühnekreuze.de | ?         | ?                             | spätmittelalterlich       | D-3-73-140-51  | Lauterhofen / Thürsnacht    | 49° 19′ 47,6″ N, 11° 39′ 6,8″ O  | |
| weitere Bilder | Sichelstein                          | Steinkreuz, lateinische Form mit verstümmeltem rechtem Arm und stark verwittert. Standort versteckt in einer Hecke. siehe auch: Sühnekreuze.de | Kalkstein | 70:40:20                      | spätmittelalterlich       | D-3-73-140-61  | Lauterhofen / Wilfertshofen | 49° 22′ 59,6″ N, 11° 33′ 19,5″ O | |
|                | Franzosenkreuz                       | Steinkreuz, stark beschädigt. | Kalkstein | ?                             | spätmittelalterlich       | D-3-73-140-71  | Lauterhofen / Wilfertshofen | 49° 23′ 6,4″ N, 11° 33′ 11,5″ O  | |
| weitere Bilder | Fräuleinstein                        | Kreuzstein, Benennungen Fräuleinstein oder Grenzstein. Erhaben im Relief mit Pflugsech. siehe auch: Sühnekreuze.de                             | Sandstein | 120:81:27                     | spätmittelalterlich       | D-3-73-146-34  | Mühlhausen / Sulzbürg       | 49° 10′ 10,8″ N, 11° 25′ 23,1″ O | |
| weitere Bilder | Steinkreuz am Klinikum Neumarkt      | Steinkreuz, stark abgewittert bis zum Ansatz des Querbalken eingesunken. siehe auch: Sühnekreuze.de                                            | Sandstein | 83:85:28                      | wohl spätmittelalterlich. | D-3-73-147-112 | Neumarkt / -                | 49° 17′ 6,2″ N, 11° 27′ 7,4″ O   | |
| weitere Bilder | Neumarkt 2                           | Malteser-Kreuzform mit konkaven Stützen in den Armwinkeln. siehe auch: Sühnekreuze.de                                                          | Sandstein | 95:100:24                     | spätmittelalterlich       | D-3-73-147-29  | Neumarkt / -                | 49° 16′ 35,4″ N, 11° 28′ 33,5″ O | |
| weitere Bilder | Neumarkt 3                           | Steinkreuz, nahezu vollständig mit Efeu zugewachsen. siehe auch: Sühnekreuze.de                                                                | Sandstein | 92:89:30                      | spätmittelalterlich       | D-3-73-147-59  | Neumarkt / -                | 49° 17′ 16,2″ N, 11° 27′ 40,2″ O | |
| weitere Bilder | Dietkirchen                          | Steinkreuz. siehe auch: Sühnekreuze.de | ?         | ?                             | spätmittelalterlich       | D-3-73-153-13  | Pilsach / Dietkirchen       | 49° 17′ 28,1″ N, 11° 35′ 15,3″ O | |
|                | Steinkreuz Litzlohe                  | Steinkreuz. siehe auch: Sühnekreuze.de | ?         | ?                             | spätmittelalterlich       | D-3-73-153-30  | Pilsach / Litzlohe          | 49° 21′ 9,4″ N, 11° 30′ 47,4″ O  | |
| weitere Bilder | Pavelsbach 1                         | Steinkreuz, schönes, wuchtiges Kreuz, ohne Zeichen. siehe auch: Sühnekreuze.de                                                                 | Sandstein | 140:130:36                    | spätmittelalterlich       | D-3-73-155-15  | Postbauer-Heng / Pavelsbach | 49° 15′ 29,8″ N, 11° 21′ 9,4″ O  | |
| weitere Bilder | Pavelsbach 2                         | Steinkreuz, Kopf- und Armenden stark abgerundet, im Kreuzungsfeld eine nach oben gerichtete Pflugschar im Relief. siehe auch: Sühnekreuze.de   | Sandstein | 110:65:29                     | spätmittelalterlich       | D-3-73-155-18  | Postbauer-Heng / Pavelsbach | 49° 16′ 1,1″ N, 11° 20′ 4,4″ O   | |
| weitere Bilder | Schwedenkreuz                        | Steinkreuz, verbreiterter Fuß, ein Querbalken leicht verstümmelt, sonst relativ gut erhalten. siehe auch: Sühnekreuze.de                       | Sandstein | 105:95:25                     | spätmittelalterlich       | D-3-73-155-25  | Postbauer-Heng / Pavelsbach | 49° 16′ 24,7″ N, 11° 20′ 39,5″ O | |
| weitere Bilder | Oberhembach 1                        | Steinkreuz, beide Querbalken nahezu völlig, starke Verwitterungsspuren. siehe auch: Sühnekreuze.de                                             | Sandstein | ?                             | spätmittelalterlich       | D-3-73-156-66  | Pyrbaum / Oberhembach       | 49° 18′ 57,9″ N, 11° 15′ 25″ O   | |
| weitere Bilder | Oberhembach 2                        | Steinkreuz, ausladende Querbalken, große nach unten gerichtete Pflugschar. siehe auch: Sühnekreuze.de                                          | Sandstein | ?                             | spätmittelalterlich       | D-3-73-156-46  | Pyrbaum / Oberhembach       | 49° 18′ 57,9″ N, 11° 15′ 25″ O   | |
| weitere Bilder | Kreuzstein Rengersricht              | Kreuzstein mit Doppelbalken-Kreuz im Relief. siehe auch: Sühnekreuze.de                                                                        | Sandstein | 145:100:30                    | spätmittelalterlich       | D-3-73-156-48  | Pyrbaum / Rengersricht      | 49° 16′ 30,6″ N, 11° 18′ 11,8″ O | |
| weitere Bilder | Steinkreuz Rengersricht              | Doppelbalken-Steinkreuz. siehe auch: Sühnekreuze.de                                                                                            | Sandstein | 93:43:35                      | ?                         | D-3-73-156-49  | Pyrbaum / Rengersricht      | 49° 16′ 30,6″ N, 11° 18′ 11,8″ O | |
| weitere Bilder | Unfallkreuz bei Rengersricht         | Neuzeitliches Betonkreuz. Inschrift "Johannes, 29.7.1983"                                                                                      | Beton     | 85:65:20 (Schätzung)          | um 1983                   | -              | Pyrbaum / Rengersricht      | 49° 16′ 12″ N, 11° 18′ 6,3″ O    | |
| weitere Bilder | Seubersdorf                          | Steinkreuz. siehe auch: Sühnekreuze.de | ?         | ?                             | spätmittelalterlich       | D-3-73-160-2   | Seubersdorf / -             | 49° 9′ 38,3″ N, 11° 37′ 38,6″ O  | |
| weitere Bilder | Velburg 1                            | Kreuzstein, in der Mitte des Steines ein durchgehendes Loch. siehe auch: Sühnekreuze.de                                                        | Sandstein | 70:40:20                      | ?                         | D-3-73-167-6   | Velburg / -                 | 49° 14′ 0,7″ N, 11° 40′ 21,6″ O  | |
| weitere Bilder | Velburg 2                            | Steinkreuz. siehe auch: Sühnekreuze.de | Kalkstein | 65:75:23                      | spätmittelalterlich       | D-3-73-167-24  | Velburg / -                 | 49° 13′ 48,4″ N, 11° 40′ 14,9″ O | |
| weitere Bilder | Velburg 3                            | Steinkreuz, Kanten gefast, kreisrunde Einmeißelung im Schaft. siehe auch: Sühnekreuze.de                                                       | Kalkstein | 80:72:26                      | spätmittelalterlich       | D-3-73-167-24  | Velburg / -                 | 49° 13′ 48,4″ N, 11° 40′ 14,9″ O | |
| weitere Bilder | Franzosengrab                        | Steinkreuz, griechische Form. siehe auch: Sühnekreuze.de                                                                                       | Kalkstein | 90:70:20                      | spätmittelalterlich       | D-3-73-167-44  | Velburg / Altenveldorf      | 49° 12′ 57,2″ N, 11° 39′ 45,3″ O | |
| weitere Bilder | Oberweiling 1                        | Steinkreuz, alte Bruchstelle unterhalb des Querbalkens. siehe auch: Sühnekreuze.de                                                             | Kalkstein | 80:50:20                      | spätmittelalterlich       | D-3-73-167-91  | Velburg / Oberweiling       | 49° 12′ 35,1″ N, 11° 38′ 34,2″ O | |
|                | Oberweiling 2                        | Steinkreuz. siehe auch: Sühnekreuze.de | ?         | ?                             | spätmittelalterlich       | -              | Velburg / Oberweiling       | 49° 12′ 22,1″ N, 11° 38′ 53,8″ O | Existenz des Kreuzes ungeklärt, möglicherweise auch abgängig. Vom BLfD als D-3-73-167-92 gestrichen.  |
|                | Oberweiling 3                        | Steinkreuz. siehe auch: Sühnekreuze.de | ?         | ?                             | spätmittelalterlich       | -              | Velburg / Oberweiling       | 49° 12′ 22,1″ N, 11° 38′ 53,8″ O | Existenz des Kreuzes ungeklärt, möglicherweise auch abgängig. Vom BLfD als D-3-73-167-92 gestrichen.  |
| weitere Bilder | Rammersberg                          | Steinkreuz. siehe auch: Sühnekreuze.de | ?         | ?                             | spätmittelalterlich       | D-3-73-167-104 | Velburg / Rammersberg       | 49° 13′ 51,3″ N, 11° 37′ 37,8″ O | |
| weitere Bilder | Schallermühle                        | Steinkreuz, stark verwittert und nach hinten geneigt. siehe auch: Sühnekreuze.de                                                               | Kalkstein | 50:70:30                      | spätmittelalterlich       | D-3-73-167-187 | Velburg / Schallermühle     | 49° 12′ 33,2″ N, 11° 39′ 31,9″ O | |